# Amata kruegeri
Amata kruegeri (Ragusa, 1904) è un lepidottero appartenente alla famiglia Erebidae, diffuso in Europa meridionale e orientale.

## Descrizione
Simile ad Amata phegea, questo lepidottero è caratterizzato da una livrea nera con riflessi metallici di color blu cobalto, con ali anteriori lunghe e affusolate punteggiate da sei piccole macchie bianche che spiccano sul fondo blu, le ali posteriori più piccole presentano piuttosto una macchia bianca basale più grande affiancata da un'altra più piccola. Il corpo dalle tinte cobalto è circondato da due anelli dalle sfumature color oro; lungo e affusolato nei maschi, tondo e gonfio nelle femmine. L'adulto raggiunge un'apertura alare compresa tra i 3 e i 4 cm. Le antenne sono nere e filiformi con punte bianche.

## Biologia
La larva lunga circa 3 cm appare di colore nero coperto da ciuffi di peli color castano disposti in maniera segmentale a formare delle setole. Gli occhi sono notevolmente estroflessi e la testa di colore rosso scuro. La specie predilige i terreni calcarei soprattutto in collina, spesso in primavera dopo un breve periodo di attività, non è raro che il bruco venga rinvenuto su rocce e ghiaia o su strade calcaree alla ricerca di un luogo adatto per impuparsi. I bruchi si nutrono su varie specie di Graminacee e Plantaginacee, piante a crescita bassa, come Plantago, Rumex, Galium e Taraxacum.

## Distribuzione e habitat
Specie abbastanza comune sui Monti Iblei in Sicilia, predilige i prati incolti ai margini dei boschi ricchi di piante e fiori selvatici, gli sfarfallamenti avvengono tra aprile e maggio ed è comune osservarla volare sulle spighe tra i pascoli di media e alta quota anche di giorno e soprattutto al crepuscolo.

## Tassonomia
Sono note le seguenti sottospecie:
- Amata kruegeri kruegeri (Sicilia, Italia)
- Amata kruegeri albionica Dufay, 1965 (Sud Francia)
- Amata kruegeri marjana (Stauder, 1913) (ex Jugoslavia)
- Amata kruegeri odessana Obraztsov, 1935 (Sud Ucraina)
- Amata kruegeri pedemontii (Rocci, 1941)
- Amata kruegeri quercii (Verity, 1914)
- Amata kruegeri sheljuzhkoi (Obraztsov, 1966) (Daghestan)